# Consejo Olímpico de Asia
El Consejo Olímpico de Asia (COA) (en inglés, Olympic Council of Asia, OCA) es una organización deportiva internacional no gubernamental que está constituida por los comités olímpicos nacionales de los países de Asia que son reconocidos oficialmente por el Comité Olímpico Internacional (COI). Su principal objetivo es la propagación y difusión de los principios olímpicos en Asia. Además busca desarrollar el deporte entre los jóvenes asiáticos, así como promover el respeto internacional, la buena voluntad, la amistad y la paz a través del deporte.
La OCA es una de las cinco organizaciones continentales de la Asociación de Comités Olímpicos Nacionales. Tiene su sede en Hawalli (Kuwait) y cuenta con la afiliación de 46 comités olímpicos nacionales. El presidente en funciones, desde el año 1991, es el jeque Ahmed Al-Fahad Al-Sabah de Kuwait.

## Eventos
Los eventos multideportivos que la OCA organiza de manera regular se encuentran:
- Juegos Asiáticos (AG). Versión reducida de los Juegos Olímpicos, que se celebra cada cuatro años y en el que participan deportistas de todos los países de Asia pertenecientes al Consejo Olímpico de Asia.[4]
- Juegos Asiáticos de Invierno (AWG). Extensión de los Juegos Olímpicos de Invierno, se celebra cada cuatro años y se compone por deportes olímpicos de invierno a ser disputados en la nieve.[5]
- Juegos Asiáticos de Playa (ABG). Evento que se celebra cada dos años compuesto por deportes modernos con variantes de los deportes tradicionales para ser jugados en la Playa.[6]
- Juegos Asiáticos de la Juventud (AYG). Es un evento multi-deportivo que actualmente sea realiza una vez cada cuatro años, la primera vez en 2009, en Singapur. Participan atletas entre 14 y 17 años.
- Juegos Asiáticos de Artes Marciales y de Interior (AIMAG).

## Historia
La decisión de crear el Consejo Olímpico de Asia se realizó en Nueva Delhi durante la asamblea de las federaciones deportivas para la organización de los Juegos Asiáticos el 26 de noviembre de 1981. Al final de esta reunión, se redactaron y aprobaron las primeras normas siendo programadas para comenzar su aplicación después de los Juegos Nueva Delhi 1982.
El consejo se estableció oficialmente el 16 de noviembre de 1982 en Nueva Delhi, durante la primera Asamblea General de la organización naciente. Para dicho momento el Consejo fue integrado por 34 Comités olímpicos nacionales y entre sus principales objetivos era la organización de los Juegos Asiáticos.

### Federación para los Juegos Asiáticos (AGF)
Antes de la OCA, la Federación de Atletismo de Asia que posteriormente cambia su nombre a la Federación para los Juegos Asiáticos (AGF) tenía como deber organizar los Juegos Asiáticos. La federación se estableció en 1949 después de la Segunda Guerra Mundial. La AGF no tenía una sede permanente y viajaba a cada país de acogida los Juegos. Debido a que los objetivos evolucionaron, como las necesidades de la federación, se tomó la decisión de modificar su reglamento y constitución para tomar la forma del Consejo Olímpico de Asia.

### Responsabilidades de la OCA
Es su momento se acordó que la OCA sería la única organización a cargo de los deportes en general de Asia y el poder de representación de todos los Comités olímpicos asiáticos como uno solo. Además es responsable de resolver, como ente supremo asiático, los problemas deportivos que puedan surgir entre las naciones o entre estos y los demás.
También debe promover la práctica del deporte, fomentar la construcción de instalaciones deportivas, mejorar el nivel de rendimiento profesional de los deportistas y promover el espíritu del juego limpio dentro de su respectiva jurisdicción.

## Organización
La estructura jerárquica de la organización está conformada por el presidente, el Secretario General y los Vicepresidentes, el Congreso (efectuado cada dos años), el Cuerpo Ejecutivo y los Comités Técnicos.

### Presidentes
Desde su fundación el Consejo ha tenido dos presidentes:
| N.º | Periodo           | Nombre                  | País   |
| --- | ----------------- | ----------------------- | ------ |
| 1   | 1982 - 1990       | Fahad al-Ahmad al-Sabah | Kuwait |
| 2   | 1991 - Actualidad | Ahmed Al-Fahad Al-Sabah | Kuwait |

### Estados miembros
En 2008 la OCA cuenta con la afiliación de 45 comités olímpicos nacionales de Asia:
| N.º | País                   | Código |
| --- | ---------------------- | ------ |
| 1   | Afganistán             | AFG    |
| 2   | Arabia Saudita         | KSA    |
| 3   | Baréin                 | BRN    |
| 4   | Bangladés              | BAN    |
| 5   | Brunéi                 | BRU    |
| 6   | Bután                  | BHU    |
| 7   | Camboya                | CAM    |
| 8   | China                  | CHN    |
| 9   | Corea del Norte        | PRK    |
| 10  | Corea del Sur          | KOR    |
| 11  | Emiratos Árabes Unidos | UAE    |
| 12  | Filipinas              | PHI    |
| 13  | Hong Kong              | HKG    |
| 14  | India                  | IND    |
| 15  | Indonesia              | INA    |
| 16  | Irán                   | IRI    |
| 17  | Irak                   | IRQ    |
| 18  | Japón                  | JAP    |
| 19  | Jordania               | JOR    |
| 20  | Kazajistán             | KAZ    |
| 21  | Kirguistán             | KGZ    |
| 22  | Kuwait                 | KUW    |
| 23  | Laos                   | LAO    |

| N.º | País           | Código |
| --- | -------------- | ------ |
| 24  | Líbano         | LIB    |
| 25  | Macao          | MAC    |
| 26  | Malasia        | MAS    |
| 27  | Maldivas       | MDV    |
| 28  | Mongolia       | MGL    |
| 29  | Birmania       | MYA    |
| 30  | Nepal          | NEP    |
| 31  | Omán           | OMA    |
| 32  | Pakistán       | PAK    |
| 33  | Palestina      | PLE    |
| 34  | Catar          | QAT    |
| 35  | Singapur       | SIN    |
| 36  | Siria          | SYR    |
| 37  | Sri Lanka      | SRI    |
| 38  | Tailandia      | THA    |
| 39  | China Taipéi   | TPE    |
| 40  | Tayikistán     | TJK    |
| 41  | Timor Oriental | TLS    |
| 42  | Turkmenistán   | TKM    |
| 43  | Uzbekistán     | UZB    |
| 44  | Vietnam        | VIE    |
| 45  | Yemen          | YEM    |

El Comité Olímpico de Israel fue excluido del Consejo Olímpico de Asia en 1981 por "razones de seguridad", aunque fue pública que la principal razón de la expulsión radica en la presión que los países musulmanes, quienes son mayoría, amenazando con boicotear los Juegos Asiáticos e incluso la misma organización. Actualmente Israel es miembro de los Comités Olímpicos Europeos (EOC).

Mapa de países que pertenecen al Consejo Olímpico de Asia.

### Comisión lucha contra el dopaje (ADC)
El Consejo Olímpico de Asia según sus responsabilidad es la autoridad suprema en los eventos multideportivos de Asia. Cualquier persona u organización que pertenece a la OCA está obligada por las disposiciones de la organización en acatará las decisiones y seguir las reglas de Antidopaje del Consejo.
La OCA ha conformando un Reglamento Antidopaje, en conformidad con el Código de la Agencia Mundial Antidopaje, con el objetivo de contribuir a la lucha contra el dopaje en el movimiento deportivo en Asia. Este documento complementa otros documentos del Consejo Olímpico de Asia y las Normas internacionales del tratado de Antidopaje. El reglamento fue aprobado en la vigésima tercera Asamblea general de OCA, realizado en Doha el 1 de octubre de 2004. Posteriormente, siguiendo una consulta con la Agencia Mundial Antidopaje (WADA), se introdujeron algunos cambios a las reglas y la versión final fue aprobada y aceptada por el Consejo en su Comité ejecutivo celebrado en Kuwait el 5 de febrero de 2005.

## Símbolos

### Himno
El Himno de la OCA se adoptó durante la decimoquinta Asamblea general de la organización celebrada en Bangkok el 9 de diciembre de 1996. La obra es una agrupación de sonidos de las culturas del continente asiático para representar su cooperación y unidad.

### Logotipos
El logotipo de la OCA es un sol brillante de color rojo con 16 rayos o puntas y con un círculo blanco en el centro del disco del sol.
 El emblema fue aprobado y adoptado oficialmente durante la vigésima quinta Asamblea General de la organización celebrada en Doha el 2 de diciembre de 2006.

### Bandera
La bandera de la OCA es tiene un fondo blanco. En el centro se ubica un sol brillante en color rojo con 16 puntas y un círculo blanco en el centro del disco solar rodeado por el dragón y el halcón de Asia en la parte inferior se observa los anillos olímpicos y seguido por el texto Olympic Council of Asia.
El Dragón que se encuentra en el este y el sudeste de Asia representa: La buena fortuna, el poder, la nobleza, el coraje, abundancia, éxito, versátil y dinámica. El Halcón, que se encuentran en las regiones montañosas del Himalaya, Asia Meridional y Central representa: la precisión, la lealtad, la velocidad, la gracia, la fuerza, la visión y la resistencia atlética.
Antes la organización contaba con otra bandera. Esta igualmente tenía un fondo blanco sin orla, en el centro se encontraba el sol brillante en color rojo con 16 rayos y un círculo blanco en el centro del disco del sol. Pero a diferencia del actual, bajo el sol existía una serie de anillos entrelazados en oro en un semicírculo. El número de anillos entrelazados correspondían con el número de Comités Olímpicos Nacionales asiáticos afiliados al Consejo. La bandera también tenía los cinco anillos olímpicos pero estaban en la parte superior y además tenía incorporado el eslogan "siempre adelante".